# Perilau
|  | Per a altres significats, vegeu «Perilau de Macedònia». |

Perilau (Perilaus, Περίλαος) fou un oficial macedoni, un dels tres delegats enviats per la infanteria dirigida per Meleagre per tractar amb Perdicas d'Orèstia i Lleonat a Babilònia en el moment del conflicte entre cavalleria i infanteria a la mort d'Alexandre el Gran.
Més tard va estar al servei d'Antígon el Borni pel que fou nomenat el 315 aC com a comandant de les províncies del sud de l'Àsia Menor, però fou derrotat i fer presoner per Políclit, general de Seleuc I Nicàtor.